# Cor Caroli (Schiff)
Die Cor Caroli (bulgarisch Кор Кароли) ist eine 1975 gebaute Segelyacht, mit der Georgi Georgiew 1976/77 als erster Bulgare eine Weltumsegelung unternahm. Seit 1979 ist das Boot als Museumsschiff im Marinemuseum Warna ausgestellt.

## Bau und technische Daten
Auf Bestellung des Yachtklubs von Warna wurde das slupgetakelte Boot vom Typ „Carter 30“ 1975 in Polen in Lizenz hergestellt. Die Länge über alles beträgt 9,07 Meter, die Breite 3,08 Meter. Das Kielboot hat einen Tiefgang von 1,52 Metern. Der Rumpf besteht aus glasfaserverstärktem Kunststoff und hat eine Verdrängung von 3,32 Tonnen. Das Boot kann mit drei Segeln (Großsegel, Genua und Spinnaker) eine Segelfläche von 55 Quadratmetern setzen. Es ist zusätzlich mit einem Dieselmotor ausgerüstet, der 10 PS leistet.

## Geschichte
Die Yacht erhielt den Namen Cor Caroli nach dem gleichnamigen Stern Cor Caroli im Sternbild Jagdhunde. Heimathafen des Bootes wurde Warna. Bereits 1976 nahm der Kapitän und Segler Georgi Georgiew als erster Bulgare an der Regatta „Ostar 76“ teil. Die Single-Handed Transatlantic Race wurde 1960 als Transatlantikregatta für Einhandsegler ins Leben gerufen, findet alle vier Jahre statt und führt vom englischen Plymouth an die Ostküste der USA (meist Newport, seltener New York oder Boston).
Im Anschluss an diese Regatta segelte er von Newport nach Havanna, wo er am 20. Dezember 1976 seine Einhand-Weltumseglung startete. Sie führte durch den Panamakanal, über die Marquesas im Pazifischen Ozean, Fidschi und Suva zum australischen Hafen Darwin. Von dort steuerte er nach Kapstadt, überquerte den Südatlantik und erreichte Havanna wieder am 20. Dezember 1977. Damit absolvierte er als erster Bulgare eine Weltumseglung und schrieb bulgarische Schifffahrtsgeschichte. Für die Fahrt benötigte er 201 Tage, 21 Stunden und 36 Minuten, was für diese Bootsgröße ebenfalls einen Rekord darstellte.
Im Jahr 1979 wurde die Cor Caroli dem Marinemuseum Warna übergeben.

## Trivia
1978 brachte die bulgarische Post eine Briefmarke mit der Yacht als Motiv heraus; ihr Wert betrug 23 Stotinki.
1992 wurde zur Förderung des Segelsports und zur Erinnerung an die erste Weltumsegelung die internationale Cor Caroli-Regatta in Warna ins Leben gerufen, die jährlich im Schwarzen Meer veranstaltet wird.